# Lophorache
Lophorache là một chi bướm đêm thuộc họ Noctuidae.